# Légion de volontaires grecs

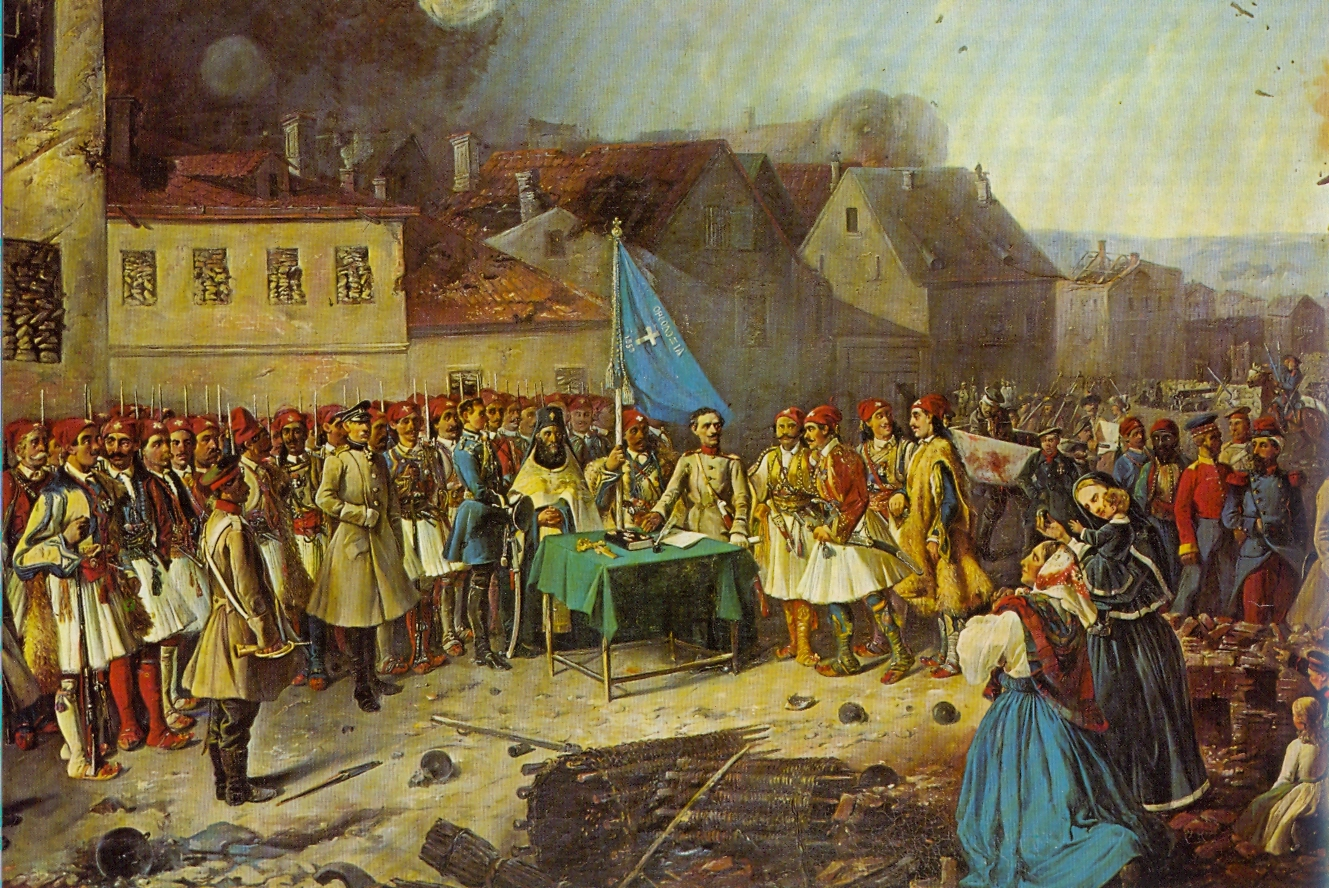
La légion de volontaires grecs devant Sébastopol (1854).

La Légion de volontaires grecs (Ελληνική Λεγεώνα) est un corps expéditionnaire grec venu se joindre aux armées du tsar Nicolas Ier de Russie lors de la guerre de Crimée (1854-1856). Dirigée, entre autres, par Panos Koronaios, elle participe au siège de Sébastopol.

## Histoire
En 1853, la Russie déclare la guerre à l'Empire ottoman : c'est le début de la guerre de Crimée. En Grèce, la population espère profiter de l'événement pour réaliser la « Grande Idée », autrement dit l'union de toutes les populations de langue hellène dans un seul et même état. Le roi Othon Ier envoie alors des troupes en Épire et en Thessalie pour annexer ces régions mais les Turcs balaient l'armée hellène. En représailles contre cette intervention, la Grèce est occupée par la France et la Grande-Bretagne, ce qui l'empêche de soutenir la Russie.
Dans ces circonstances, de nombreux volontaires hellènes, venus de Grèce et des régions ottomanes de langue grecque, rejoignent l'armée du tsar pour lui offrir leur soutien. L'officier Aristides Chrisovergis (el) réunit environ 800 de ces volontaires dans une légion, qui participe notamment à la bataille d'Eupatoria, à celle de la Tchiornaïa et au siège de Sébastopol.
La légion grecque est finalement dissoute en juin 1856. Par crainte des représailles, une partie des volontaires refuse de rentrer dans l'Empire ottoman. Ils s'installent en Tauride, dans la région hellénophone de Marioupol, où ils fondent le village de Novo-Nikolaïevka.